# سامريات - من يسد بمكانه (ألبوم)
سامريات - من يسد بمكانه، البوم غنائي للفنان خالد عبد الرحمن، من إنتاج جوريم للإنتاج والتوزيع الفني، حيث نزل العمل في الاسواق يوم الأحد (1992/7/10م - 1413/1/11 هجري)ووزع العمل في البداية عن طريق ستيريو المواني الذي كان يملكه الفنان خالد عبد الرحمن. تعاون خالد مع الشعراء امثال الأمير عبد الله الفيصل، الأمير خالد الفيصل، الأمير سعود بن عبد الله، الشاعرة غيوض (الاميرة مها السديري) والامير السامر. الالبوم يحمل اللون السامري النجدي البحت، وقد لاقى العمل استحسان الجماهير. كان الفنان خالد وقتها لم يفصح عن صاحب الاسم المستعار لمخاوي الليل، وكانت أغنية في غربتي كتبت باسم مخاوي الليل في الالبوم. بعد نجاح العمل في الاسواق ونفاذه وزيادة الطلب عليه، تقاضى الفنان خالد عبد الرحمن ولاول مرة في مشواره الفني، مليون ريال سعودي وكانت على دفعات خلال 45 يوما.

## الأعمال
- من يسد بمكانه، من كلمات الأمير عبد الله الفيصل والحان خالد عبد الرحمن.
- سمرت، من كلمات خالد الفيصل والحان مساعد العيسى.
- دقات قلبي، من كلمات غيوض والحان خالد عبد الرحمن.
- سلموا لي، من كلمات الامير سعود بن محمد والحان خالد عبد الرحمن.
- صمت البوح، من كلمات السامر والحان فلكلور..
- في غربتي، من كلمات مخاوي الليل والحان خالد عبد الرحمن.

## عنوان الالبوم من يسد بمكانه
- قرب الرحيل وخاطري منك ماطاب، ، يا واحدٍ عندك حياتي رهانه
- تدري بعلة واحدٍ منك منصاب، ، اللي بقلبه لك يقوله لسانه
- بك طيب لو ماحط بك زين الأطياب، ياغصن بانٍ ناعمٍ به ليانه
- ياليتهم سموك يازين معطاب، حيث إن جرحك بالضماير مكانه
- كلن عذلني فيك عدوان واصحاب، واقول خلوني وكلن وشانه
- وان قيل والا بدل احباب باحباب، قلت آه لكن من يسد بمكانه
- كلمات: عبد الله الفيصل
- ألحان: خالد عبد الرحمن